# Chelonus mesotellus
Chelonus mesotellus är en stekelart som beskrevs av Van Achterberg 2001. Chelonus mesotellus ingår i släktet Chelonus och familjen bracksteklar. Inga underarter finns listade i Catalogue of Life.